# Pintassilgo-de-barriga-amarela
O pintassilgo-de-barriga-amarela (Spinus xanthogastrus ou Carduelis xanthogastra) é um pequeno pássaro da família Fringillidae. Presente no Sul da Costa Rica, Sul do Equador, Bolívia, e nas terras altas do Noroeste da Venezuela.

## Descrição
O pintassilgo de barriga-amarela tem um comprimento de 11 a 12 cm e um peso de cerca de 12g. O macho apresenta a cabeça, o pescoço, o dorso e a parte superior do peito de um negro brilhante, o ventre, o uropígio e a parte inferior do peito são amarelos. As asas são pretas com uma banda amarela e a cauda é também preta com penas amarelas. O bico é cinzento escuro. A fêmea substitui o preto do macho por verde-oliva com o peito e a barriga amarelo-pálido e o uropígio branco.

## Distribuição
Distribui-se por sete países em bolsas isoladas (Costa Rica, Panamá, Equador, Colômbia, Peru, Venezuela e Bolívia).

## Taxonomia
Descoberto por du Bus de Gisignies, em 1855, na Colômbia tendo-lhe dado o nome de Chrysomitris xanthogastra. Recentemente foi proposto incluir esta espécie nos géneros Spinus ou Sporagra, sendo atualmente classificado no género Spinus

### Subespécies e sua distribuição
Consideram-se 2 subespécies:
- C.x. xanthogastrus (Du Bus de Gisignies, 1855) - montanhas da Costa Rica (Cordilheira Central eTalamanca), oeste do Panamá (oeste de Chiriqui), Colômbia (Cordilheiras Ocidental e Oriental), norte e noroeste da Venezuela (Serra de Mérida, Sierra de Perijá), e noroeste e sueste do Equador.
- C.x. stejnegeri (Sharpe, 1888) – extremo sul do Peru (Puno) e oeste da Bolívia (La Paz, Cochabamba e Santa Cruz). Esta subespécie é maior que a anterior e nos machos o negro da cabeça e pescoço prolonga-se mais para o peito.[5]

## Habitat
Podemos encontrá-lo em zonas temperadas de montanha especialmente em bosques de carvalhos a altitudes de 800 a 3000m.  Habita também as clareiras das florestas húmidas, as plantações e prados de montanha.

## Alimentação
Alimenta-se principalmente de insectos, de flores de carvalho, de sementes de plantas herbáceas  da família das asteráceas (bidens pilosa, tasneirinha, cardo). Também consome  sementes de colza, bagas de árvores e arbustos e frutos de cecropia.

## Nidificação
A fêmea põe 3 a 5 ovos esbranquiçados com pintas castanho-avermelhadas num ninho em forma de taça, construído com raízes, cascas de árvores e líquenes, a uma altura de 2,4 a 3,7 m, entre a densa folhagem de árvores. As crias nascem ao fim de 13 dias e são alimentadas pelos progenitores com sementes e insectos durante cerca de 40 dias.

## Filogenia
Foi obtida por Antonio Arnaiz-Villena et al.